# Carinotetraodon borneensis
Espèce
Carinotetraodon borneensis est une espèce de poissons tétraodontiformes d'eau douce, originaire du sud de Sarawak en Malaisie.
- Ressources relatives au vivant :   - FishBase
  - Global Biodiversity Information Facility
  - iNaturalist
  - Interim Register of Marine and Nonmarine Genera
  - Système d'information taxonomique intégré
  - Union internationale pour la conservation de la nature
  - World Register of Marine Species